# Comté de Sevier (Arkansas)
Pour les articles homonymes, voir Comté de Sevier.
Le comté de Sevier est un comté de l'État de l'Arkansas aux États-Unis. Au recensement de 2020, il comptait 15 839 habitants. Son siège est De Queen.
Fondé le 17 octobre 1828, il est nommé d'après Ambrose Hundley Sevier (en) qui était alors le délégué du territoire de l'Arkansas à la Chambre des représentants des États-Unis. 

## Histoire
Selon les données recueillies par l'Equal Justice Initiative (en), au moins 5 Afro-Américains ont été lynchés dans ce comté entre 1877 et 1950.

## Comtés limitrophes
|                               | Comté de Polk         |                    |
| Comté de McCurtain (Oklahoma) | comté de Sevier       | Comté de Howard    |
|                               | Comté de Little River | Comté de Hempstead |

## Démographie
| 1830 | 1840  | 1850  | 1860   | 1870  | 1880  |
| ---- | ----- | ----- | ------ | ----- | ----- |
| 634  | 2 810 | 4 240 | 10 516 | 4 492 | 6 192 |

| 1890   | 1900   | 1910   | 1920   | 1930   | 1940   |
| ------ | ------ | ------ | ------ | ------ | ------ |
| 10 072 | 16 339 | 16 616 | 18 301 | 16 364 | 15 248 |

| 1950   | 1960   | 1970   | 1980   | 1990   | 2000   |
| ------ | ------ | ------ | ------ | ------ | ------ |
| 12 293 | 10 156 | 11 272 | 14 060 | 13 637 | 15 757 |

| 2010   | 2020   | - | - | - | - |
| ------ | ------ | - | - | - | - |
| 17 058 | 15 839 | - | - | - | - |